# اوفا می جانسون
اوفا می جانسون (به انگلیسی: Opha May Johnson) در سال ۱۸۷۸ در ایالات متحده متولد شد. اطلاعات زیادی درباره دوران کودکی و تحصیلات اولیه وی در دسترس نیست، اما مشخص است که وی فردی تحصیل کرده بود و قبل از پیوستن به نیروی تفنگداران دریایی به عنوان تایپیست کار می‌کرده است. او اولین زن عضو نیروی تفنگداران دریایی ایالات متحده است.

## ورود به نیروی تفنگداران دریایی
در ۱۳ آگوست ۱۹۱۸، اوفا اولین زنی شد که به نیروی تفنگداران دریایی ایالات متحده پیوست. در آن زمان، ایالات متحده در جنگ جهانی اول شرکت داشت و نیاز به نیروی نیروهای کمکی افزایش یافته بود. ورود زنان به این نیرو، عمدتاً برای انجام وظایف اداری، موجب شد که مردان بیشتری در مأموریت‌های جنگی شرکت کنند. جانسون در میان ۳۰۰ زنی بود که در آن سال به تفنگداران دریایی ملحق شدند و اولین فردی بود که به طور رسمی ثبت‌نام کرد. 

### نقش  و وظایف
اوفا می جانسون در واشینگتن دی.سی. خدمت کرد و وظایف دفتری و اداری را بر عهده داشت. او به عنوان تایپیست در مقر نیروی تفنگداران دریایی مشغول به کار شد و نقش مهمی در سازماندهی اسناد و مکاتبات رسمی داشت. اگرچه او و همکارانش مستقیما در نبرد ها شرکت نمی‌کردند، اما حضور آن‌ها زمینه را برای مشارکت گسترده‌تر زنان در نیرو های مسلح در سال‌های بعد فراهم کرد.

## زندگی پس از خدمت
پس از پایان جنگ جهانی اول، بسیاری از زنانی که به نیروی تفنگداران دریایی پیوسته بودند، از خدمت مرخص شدند جانسون نیز از این قاعده مستثنی نبود و پس از اتمام دوران فعالیتش، زندگی خصوصی را در پیش گرفت. اطلاعات زیادی درباره سال‌های پایانی زندگی او در دسترس نیست، اما او در سال ۱۹۵۵ در گذشت.

### میراث و تأثیرات
اوفا می جانسون به‌عنوان پیشگام ورود زنان به نیروی تفنگداران دریایی شناخته می‌شود. مشارکت او و دیگر زنانی که در جنگ جهانی اول به این نیرو پیوستند، راه را برای حضور گسترده‌تر زنان در ارتش آمریکا باز کرد. امروزه از او به‌عنوان نمادی از شجاعت و پیشگامی در تاریخ نیرو‌های مسلح ایالات متحده یاد می‌شود.